# Варненци
 Тази статия е за известни личности от Варна.  За селото в Североизточна България вижте Варненци (село).  
Варненци са жителите на град Варна, България. Това е списък на най-известните от тях.

## Родени във Варна
- Александър Йорданов (р. 1952), политик, литературен критик, писател
- Александър Мутафчийски (р. 1972), певец-баритон, солист на ДМТ „Ст. Македонски“
- Анастас Наумов (1928 – 2015), диригент, композитор и фолклорист
- Ангел Цанев (1912 – 2003), политик
- Андрей Премянов (1922), български партизанин, полковник
- Антон Страшимиров (1872 – 1937), писател
- Атанас Липчев (1951 – 2010), писател
- Асен Кярджиев, български революционер от ВМОРО, четник на Аргир Манасиев[1]
- Бедрос Киркоров (р. 1932), певец
- Божидар Божилов (1923 – 2006), поет
- Борис Георгиев (1888 – 1962), художник
- Ванко Урумов (1941 – 2020), художник
- Ваня Щерева (р. 1970), актриса, певица и текстописец
- Веселин Ненов (1923 – 2022), диригент и композитор
- Веселина Цанкова (1931 – 2014), писателка, драматург, публицист
- Георги Ангелов (р. 1960), телевизионен водещ, преводач
- Георги Богословов (р. 1931), керамик
- Георги Велчев (1891 – 1955), художник
- Георги Иванов, български революционер от ВМОРО, четник на Бончо Василев[2]
- Георги Илиев (р. 1981), футболист
- Георги Костов (1915 – 1995), бивш кмет на Варна
- Георги Робев (1934 – 2002), диригент
- Георги Спасов, българин, православен, арестуван на 14 септември 1903 година, обвинен в „преминаване на българската граница под войводството на разбойника по име Ковачев, включване в четата на бунтовническите разбойници и употреба на оръжие в сблъсък с османската войска“, осъден на 15 години каторга, амнистиран с общата амнистия от 12 април 1904 година[3]
- Господин Ангелов (1865 – ?), бивш кмет на Варна
- Даниел Петров (р. 1971), боксьор
- Дарин Лазаров – Даро (р. 1960), художник
- Дария Василянска (28.11.1928 – 04.12.2017), художничка
- Димитър Краев, български революционер от ВМОРО, четник на Трифун Аджаларски[4]
- Димитър Чернев (1930 – 2012), учен, изобретател
- Димитър Страшимиров (1868 – 1939), историк
- Добри Христов (1875 – 1941), композитор
- Евгени Константинов (1923 – 1986), писател
- Елена Грозданова (р. 1979), българска куклена и озвучаваща актриса
- Захари Карабашлиев (р. 1968), писател
- Иван Бориславов (1946 – 2011), поет
- Иван Кондов (1925 – 2004), актьор
- Иван Охридски (1924 – 1981), офицер от Държавна сигурност
- Иван Петков, български революционер от ВМОРО, четник на Христо Цветков[5]
- Жеко Жеков (1869 – ?), бивш кмет на Варна
- Калоян Иванов (р. 1986), български баскетболист
- Катя Динева (1929 – 2011), актриса
- Константин Константинидис (1882 – 1934), гръцки духовник, етолийски и акарнански митрополит
- Кост. Пико Митов, български революционер от ВМОРО, четник на Кузо Попдинов[6]
- Красимир Спасов (1941 – 2024), режисьор
- Кръстьо Лафазанов (р. 1961), комедиен актьор
- Лина Шишкова (р. 1973), българска куклена актриса, озвучаваща актриса и авторка на песни
- Лорина Камбурова (1991 – 2021), актриса и певица
- Марин Янев (р. 1943), актьор
- д-р Марианна Александрова(р.1990)- автор на книгата “Гастрономия с история Варна”, победител в 8ми сезон на Masterchef България, преподавател в Колеж по туризъм-Варна
- Марко Стойчев (1931 – 2006), сценарист, драматург, писател, журналист
- Милан Асадуров (р. 1949), писател, книгоиздател и преводач
- Милко Бичев (1897 – 1972), професор, архитект, писател, изкуствовед
- полк. Милко Железов (1872 – 1950), командир на бреговата охрана на Варна (1912 – 1918)
- Никола Бояджиев (1914 – 1991), бивш кмет на Варна
- Николай Василев (р. 1969), политик
- Николай Ишков (1962 – 2024), актьор
- Никола Обрешков (1896 – 1963), математик
- Панайот Карамфилович (1885 – 1921), революционер
- Петко Пенчев (1882 – ?), депутат и революционер от ВМОРО
- Христо Мирски (1884 – ?), бивш кмет на Варна
- Христо Луков (1888 – 1943), офицер и политик
- Светла Павлова-Фейт, писател, поет (р. 1953 г.)
- Свилен Нейков (р. 1964), гребец
- Сотир Майноловски (1930 – 2007), комедиен актьор
- Стефан Атанасов, български революционер от ВМОРО, четник на Петър Ангелов[7]
- Стефан Георгов (1899 – 1987), художник
- Стефан Мавродиев (р. 1943), актьор и режисьор
- Стефан Янев (1939 – 2024), футболист
- Стоян Апостолов (р. 1946), борец, олимпийски медалист
- Тодор Славов (1984 – 2015), български автомобилен състезател, трето място в Световния рали шампионат през 2010 г.
- Тодор Страшимиров (1880 – 1925), политик
- Филип Киркоров (р. 1967), руски певец
- Фриц Цвики (1898 – 1974), астроном
- Хайгашот Агасян (р. 1953), композитор
- Христо Гърбов (р. 1957), комедиен актьор
- Юлиан Вучков (1936 – 2019), телевизионен водещ
- Юлия Огнянова (1923 – 2016), режисьор
- Марешка Бардем (р. 1993) - модел

Македоно-одрински опълченци
- Амира Д. Арнаудов, 26-годишен, тенекеджия, работник, I (II) клас, Сярската чета, Поройската чета, Сборна партизанска рота на МОО, 15 щипска дружина[8]
- Владимир Георгиев, 26-годишен, работник, IV отделение, Сярска чета[9][10]
- Гарабед Арабов, 22-годишен, кръчмар, IV отделение, Поройската чета, 4-та рота на 14-а воденска дружина[11]
- Данаил Филипов, 21-годишен, файтонджия, четата на Панайот Карамфилович, четата на Крум Пчелински, нестроева рота на 14-а воденска дружина[12][10]
- Димитър Андреев, 3-та рота на 8-а костурска дружина, орден „За храброст“ IV степен[13]
- Никола Ананиев, 1-ва рота на 8-а Костурска дружина[14]
- Нишан Азаров, македоно-одрински опълченец, 33-годишен, музикант, I клас, Сярска чета[15][10]
- Петър Лефтеров, 25-годишен, работник, четата на Крум Пчелински[16][10]

## Починали във Варна
- Александър Бегажев (1898 – 1971), журналист
- Александър Кръстев (1879 – 1945), диригент и композитор
- Александър Чирков (1938 – 2020), лекар и кардиохирург
- Андрей Анастасов (1826 – 1909), български книжар
- Боян Смилов (1885 – 1947), политик
- Владислав III (1424 – 1444), крал на Полша и Унгария
- Дабко Дабков, (1875 – 1945), архитект
- Димитър Кондов (1880 – 1923), български политик, деец на БКП
- царица Елеонора (1860 – 1917)
- Иван Драсов (1848 – 1901), революционер
- Иван Церов (1857 – 1938), бивш кмет на Варна
- Илко Ескенази (1949 – 1994), политик
- Карел Шкорпил (1859 – 1944) чешко-български археолог и музеен деец
- Кирил Аспарухов (1948 – 2022), български шоумен, поет и журналист[17]
- Константин Дъновски, български свещеник и баща на Петър Дънов
- Кръстьо Мирски (1852 – 1920), книжовник и общественик
- Людия Иванов (1929 – 2002), ихтиолог
- Михаил Колони, възрожденски деец
- Нико Попов (1836 – 1905), бивш кмет на Бургас
- Никола Попов (1875 – 1954), бивш кмет на Варна
- Отон Иванов (? – 1932), революционер
- кан Паган, български владетел, управлявал България от 767 до 768 г.
- Петко войвода (1844 – 1900), български национален герой
- Петър Енчев, революционер
- Станой Йонев (1923 – 1996) – бивш кмет на Варна
- Светослав Греков (1886 – 1950), професор, председател на БТПД
- Стефан Аврамов (1862 – 1906), общественик и просветен деец
- Стефан Апостолов (1876 – 1937), български революционер
- Стефан Янев (1939 – 2024), футболист
- Теодоси Атанасов (1876 – 1949), бивш кмет на Варна
- Харалан Ангелов (1845 – 1904), просветен деец и поет
- Херман Шкорпил (1858 – 1923) чешко-български археолог и музеен деец

## Други, свързани с Варна
- Аврам Аврамов (1859 – 1927), военен деец, полковник, действителен член на Варненското археологическо дружество
- Аврам Гачев (1871 – 1941), политик и общественик, живее в града в 1913 – 1941
- Владимир Аврамов (1880 – 1963), висш магистрат, член-съдия на Варненския окръжен съд (1908 – 1909)
- Георги Живков (1844 – 1899), политик, учител в града през 1864 – 1868
- Георги Тишев (1848 – 1926), политик, окръжен управител през 1883 – 1892
- Георги Трайков (1898 – 1975), политик, живее в града до 1945
- Гечо Кокилев (1899 – 1938), офицер, завършва Морското машинно училище през 1922
- Димитър Осинин (1891 – 1981), писател, живее в града в 1929 – 1934
- Дора Габе (1886 – 1983), поетеса, завършва гимназия в 1903
- Йонас Басанавичус (1851 – 1927), литовски политик и учен, български общественик, живее в града в 1884 – 1905
- Йордан Йовков (1880 – 1937), писател, учител в града през 1919 – 1920
- Йордан Пекарев (1865 – 1953), председател на общинската тричленка, обявил града за морски курорт (1921), основател на БЗНС[18]
- Кръстьо Раковски (1873 – 1941), политик, учи в гимназия в града
- Мариус Куркински (р. 1969), актьор и режисьор, учи в детски театрални трупи
- Миглена Тачева (р. 1960), български политик, министър на правосъдието, председател на Варненския районен съд
- Нелко Коларов (р. 19 юли 1959), музикант и композитор
- Никола Вапцаров (1909 – 1942), поет, учи в Морското машинно училище през 1926 – 1932
- Николай Лилиев (1885 – 1960), поет, преподава в Търговската академия през 1932 – 1934
- Петко Момчилов (1864 – 1923), архитект, завършва гимназия през 1885
- Петър Дънов (1864 – 1944), духовен учител, живее в града в 1878 – 1883, 1895 – 1909 и 1917 – 1918
- Петър Слабаков (1923 – 2009), актьор, завършва Икономическия университет в града
- Станчо Станчев, режисьор, 30 сезона работи в Драматичен театър Стоян Бъчваров Варна
- Стоян Бъчваров (1878 – 1949), актьор, създател на Варненския общински театър (1921)
- Стоян Заимов (1853 – 1932), революционер, директор на Девическата гимназия 1884 – 1885